# Pepe Martínez (actor)
José Martínez Grifell (Ciudad de México, 9 de marzo de 1905-Ciudad de México, 13 de noviembre de 1955), conocido como Pepe Martínez, fue un actor mexicano. Fue hermano de la actriz Maruja Grifell, con quien apareció en La Panchita (1949).
Martínez falleció el 13 de noviembre de 1955 en Ciudad de México a los 50 años de edad.

## Filmografía selecta
- Oro y plata (1934)
- Malditas sean las mujeres (1936)
- Por mis pistolas (1938)
- La Valentina (1938)
- El cementerio de las águilas (1939)
- Caminito alegre (1944)
- Camino de Sacramento (1945)
- Que Dios me perdone (1948)
- La carne manda (1948)
- ¡Esquina bajan! (1948)
- El supersabio (1948)
- Los viejos somos así (1948)
- Negra consentida (1949)
- El mago (1949)
- Dos pesos dejada (1949)
- Ángeles de arrabal (1949)
- El portero (1950)
- Sobre las olas (1950)
- María Montecristo (1951)
- Dicen que soy comunista (1951)
- Mujeres sin mañana (1951)
- A.T.M. A toda máquina! (1951)
- Mujeres sacrificadas (1952)
- Fruto de tentación (1953)
- Las infieles (1953)
- Las tres Elenas (1954)
- Llévame en tus brazos (1954)
- La ilusión viaja en tranvía (1954)